# San Diego los Padres Cuexcontitlán Sección 5 B
San Diego los Padres Cuexcontitlán Sección 5 B är en ort i Mexiko.   Den ligger i kommunen Toluca och delstaten Mexiko, i den sydöstra delen av landet, 50 km väster om huvudstaden Mexico City. San Diego los Padres Cuexcontitlán Sección 5 B ligger 2 588 meter över havet och antalet invånare är 3 242.
Terrängen runt San Diego los Padres Cuexcontitlán Sección 5 B är en högslätt. Runt San Diego los Padres Cuexcontitlán Sección 5 B är det tätbefolkat, med 266 invånare per kvadratkilometer. Närmaste större samhälle är Toluca, 10,7 km söder om San Diego los Padres Cuexcontitlán Sección 5 B. Trakten runt San Diego los Padres Cuexcontitlán Sección 5 B består till största delen av jordbruksmark.